# Gråspurv
Gråspurv (latin: Passer domesticus) er en fugl, som er tæt knyttet til mennesket og dets husdyr og udelukkende findes ved beboede steder. Arten var oprindelig kun udbredt i Europa, Nordafrika og Asien, men blev senere medbragt til andre dele af verden.
I Danmark er gråspurven meget almindelig og var i 1970'erne landets almindeligste fugl. Siden er bestanden halveret på grund af et mere effektivt landbrug og bedre isolerede huse, der har lukket huller og sprækker, så fuglene ikke så let kan komme ind under hustage og bygge reder her. Gråspurven er meget social og kan derfor ses i flok året rundt. Den er hovedsageligt standfugl.

## Udbredelse
Gråspurven har sandsynligvis været knyttet til mennesket, siden det begyndte at dyrke jorden og holde husdyr for flere tusind år siden. Dens oprindelige udbredelsesområde er Eurasien og Nordafrika. Siden midten af 1800-tallet er den af mennesker blevet introduceret til dele af Syd- og Nordamerika, Australien, sydlige Afrika og New Zealand samt til flere øer i både Atlanterhavet, det Indiske Ocean og Stillehavet. Ifølge Dansk Ornitologisk Forening skete dette af hensyn til de europæiske indvandrere, så de kunne føle sig bedre hjemme.
Arten findes over hele Europa bortset fra Italien, hvor den afløses af italiensk spurv (Passer italiae). Mod nord findes den helt op til de nordligste norske kystbyer.
I Danmark var gråspurven tidligere den almindeligste fugleart, men bestanden er halveret siden midten af 1970'erne, sandsynligvis på grund af et mere effektivt landbrug og bedre isolerede huse. Det mere effektive landbrug betød blandt andet mindre føde i form af spildkorn. De bedre isolerede huse betød færre muligheder for at finde redepladser under tage samt mindre varme for fuglene i løbet af vinteren. Arten er dog stadig en af Danmarks almindeligste fugle med en bestand på et sted mellem en halv til en hel million ynglepar. Det er nu solsorten, der er Danmarks almindeligste fugl med omkring to millioner par. 
I omtrent samme periode, som gråspurven er gået tilbage i antal, har dens nære slægtning skovspurven fordoblet sin ynglebestand. Den findes med 400.000 til 600.000 ynglepar i Danmark.

## Udseende og stemme
Gråspurven er omkring 15 centimeter lang. Fjerdragten er forskellig mellem han og hun. Hannen har grå isse og brun nakke og øjenbryn. Kinden er hvid. Oversiden er brunstribet og undersiden er gråhvid, dog med sort strube og brystet sort i forskellig udstrækning. Hunnen er derimod ensartet gråbrun med en lys øjenstribe. Ungfuglene ligner hunnerne.
Ved fældningen sidst på sommeren får hannen gråligt bryst, men fjerenes bræmmer (yderste kant) fældes i løbet af vinteren, hvorved hannen igen får sort bryst. Jo større del af brystet, der er sort, desto mere prestige er der i forhold til de andre hanner. Sangen er en kvidren, der ofte fremføres i kor. Det kan lyde, som om fuglen siger: "Filip, Filip".
I forhold til skovspurv kendes hannen blandt andet på den grå isse og på den manglende sorte kindplet. Hunnen er med sin uanselige fjerdragt meget forskellig fra skovspurven, hvor kønnene ligner hinanden.

## Føde
Gråspurven lever af plantefrø, både fra korn som havre og hvede og fra vilde planter som hvidmelet gåsefod, fuglegræs og rapgræs. I yngletiden tager den også insekter, der især anvendes ved fodringen af ungerne i deres første levedage. Den er desuden en hyppig gæst på foderbrættet.

## Ynglebiologi
Gråspurven er monogam, således at parrene holder sammen livet igennem. Fuglene yngler i kolonier og får normalt to til tre kuld årligt i Danmark i perioden april til august. Reden bygges især af hannen og placeres i murhuller, under tage, i redekasser eller sjældnere frit i et træ. Den kan bestå af strå, papirsstumper, plastic og sejlgarn og fores med fjer og hår. Når den bygges frit, er reden kugleformet med indgangshul i siden. Hunnen lægger 5-6 grålige æg med mørke pletter og prikker, der især udruges af hunnnen på 12 til 14 dage. Ungerne bliver i reden i et par uger, hvor de fodres af begge forældrefugle. I de sidste dage af redetiden udvikler ungerne forskellige kald, så forældrefuglene kan genkende dem, når de har forladt reden og fortsat skal fodres en tid.
Til gråspurvens vigtigste fjender hører spurvehøge og katte. Dødeligheden det første leveår var i en engelsk undersøgelse på 70 procent, mens de voksne fugles årlige dødelighed var 42 procent.

## Blodparasitter
Gråspurven kan have en række blodparasitter, blandt andet malariaparasitten.

## Navnet
Gråspurven kaldes også husspurv, grossenollike eller gråskenollike. Nollike er en nedsættende betegnelse, således at grossenollike kan oversættes til "lille uanselig grå fugl". Betegnelsen "grå" i fuglenavne brugtes tidligere ofte om almindelige, uanselige arter. Et andet eksempel er gråand.
I Marstal på Ærø kaldes en gråspurv for en grolle. En grolle er samtidig øgenavnet for en marstaller, fordi marstallere ligesom gråspurve findes overalt på kloden på grund af byens stolte søfartstraditioner. Den årlige byfest i Marstal hedder Grollefesten.